# ريد فارمر
ريد فارمر (بالإنجليزية: Red Farmer)‏ هو سائق سباق أمريكي، ولد في 1928 في ناشفيل في الولايات المتحدة.

## وصلات خارجية
- ريد فارمر على موقع Racing-Reference.info (الإنجليزية)